# 一九八六年 (小说)
《一九八六年》是余华的一部中篇小说，最初发表于《收获》1987年第6期。小说描写了一个历史教师因逃离文革迫害，路遇死人而被吓疯，归来后在幻想中对群众施加刑罚，最终自戕的故事。通过这个故事，作者揭示了人性的顽疾和历史的悲剧性。

## 情节
一个中学老师在文革期间突然失踪——红卫兵们让他写交代材料，第二天他就不见了。之前他是教历史的，对古代刑罚有特别的兴趣。女儿七岁时，他年轻的妻子改嫁了。十多年后，一个疯子突然出现在镇上——这其实就是当年那个失踪的老师。他在幻想中对人群施以墨、劓、剕、宫等刑罚，并用同样的方式残害自己的身体。妻子听到他熟悉的脚步声，吓得不敢出门。在他自宫的时候，女儿就在不远处当了一个看客。最终，他死于对自己实施的“凌迟”，倒在了街边一个邮筒旁。

## 分析
《一九八六年》是一部以文革和知识分子为题材的作品。北京印刷学院的摩罗认为，小说中的主角一开始就拒绝、否定了这场运动。于是，他选择了逃离。他当时在生命上并无危险，因此，他的逃离实际上是精神上的。由于其个人经验，远古的暴行在他心中成为一切罪恶和暴力的象征。文革后，他以一个疯子和残废的面目出现。他丧失了逻辑性的清醒，但复仇的欲望反而无可压抑。在幻想中他将一个人打落水塘，进而将世界都想象成末日刑场，企图以强力的气魄结束这个非人的世界。然而，只有既反抗社会历史对人的决定，又反抗自然本性对自身的决定，才能真正通往自由之路。于是，他将武器调转过来对准了自己。然而，最终他仍然无法维持人格的完整，沦为了非人，然而他与自我的心灵搏斗，意义却不能抹杀。
作者以触目惊心的笔调描写了主角的自残：“钢锯开始锯进去，鲜血开始渗出来。于是黑乎乎的嘴唇开始红润了，不一会儿钢锯锯在了鼻骨上，发出沙沙的轻微摩擦声。……他的脸开始歪了过去……”淮海工学院（今江苏海洋大学）的张景兰认为，疯子在幻觉中认为自己在施刑，而现实中其实是在受刑。这是对“文革”恐怖的隐喻——文革中的施害者和受害者难以区分，而整个文革也可视为一个民族的自残、自戕。而另一方面，作为对照，小说中又描绘了小镇的“幸福”生活，揭示了民众的健忘和浅薄，对历史和现实做了双重批判。
新乡师范学院（今河南师范大学）的董颖认为，作者将这个没有明确时间设定的故事冠以一个有明确时间的标题，一方面采用了模糊化写法，增强了故事的普遍性，另一方面提醒人们暴力其实离我们并不遥远。“春天”来临后，镇民们谈起疯子“已经没有了当初的恐惧”、“觉得这种事是多么的有趣”，甚至他的妻子听女儿说到他时，“不由笑了起来”，国民的麻木和愚昧跃然纸上。
海南师范大学的毕光明认为，小说中的历史老师是历史暴力的肉身化。只有当他疯了之后，才真正成为了教师，对公众发挥了启蒙作用。后来他在臆想中充分表演了嗜杀本性，暗示了人性恶才是历史暴力的真正来源，施虐者可以从这种暴力中得到高度的快感。只有靠人的理性、人道、怜悯和生命感，才能克服历史的暴力。